# A Model Family
A Model Family (모범가족?, MobeomgajokLR) è una serie televisiva sudcoreana distribuita su Netflix il 12 agosto 2022.

## Trama
Dopo aver involontariamente rubato del denaro a un'associazione criminale, un professore a corto di soldi scopre che l'unico modo per salvare la sua famiglia distrutta è lavorare come corriere della droga.

## Personaggi e interpreti
- Dong-ha, interpretato da Jung Woo
- Gwang-cheol, interpretato da Park Hee-soon
- Eun-joo, interpretata da Yoon Jin-seo
- Joo-hyun, interpretata da Park Ji-yeon